# Гізата Аліпова
Гіза́та Алі́пова (каз. Ғизат Әліпов) — село у складі Курмангазинського району Атирауської області Казахстану. Входить до складу Дингизильського сільського округу.
У радянські часи село називалося Кзилоба, до 2010 року — Кизилоба.
Населення — 446 осіб (2021; 611 у 2009, 847 у 1999, 363 у 1989).